# Ippadi, Kunigal
Ippadi là một làng thuộc tehsil Kunigal, huyện Tumkur, bang Karnataka, Ấn Độ.